# Brewster Shaw
Brewster Hopkinson Shaw, Jr (Cass City, 16 de maio de 1945) é um ex-astronauta norte-americano. Formado em engenharia mecânica pela Universidade de Wisconsin-Madison, entrou para a Força Aérea dos Estados Unidos em 1969, onde recebeu treinamento em jatos e foi designado para um esquadrão de caças F-100 no Vietnã, em 1971. Depois de retornar aos EUA, foi novamente enviado para a Tailândia em 1973, onde pilotou caças F-4. Entre 1975 e 1976, cursou e formou-se na prestigiada Escola de Piloto de Teste da Força Aérea dos Estados Unidos.

## NASA
Com mais de cinco mil horas de voo em jatos, além de 644 horas em combate na Guerra do Vietnã, Shaw foi selecionado para o curso de astronautas da NASA em 1978.
Foi pela primeira vez ao espaço em novembro de 1983, como piloto da STS-9 Columbia, a primeira missão do Spacelab, primeira missão do ônibus espacial com cinco tripulantes, primeira com astronautas europeus e primeira com especialistas de carga, além dos pilotos. Em novembro de 1985 voltou ao espaço, desta vez como comandante da missão STS-61-B Atlantis. Sua terceira e última missão foi em agosto de 1989, no comando da STS-28 Columbia, que levou ao espaço carga secreta do Departamento de Defesa dos Estados Unidos.
Deixando a NASA e a Força Aérea em 1996, Shawn hoje trabalha como vice-presidente da Divisão de Exploração do Espaço da Boeing.